# 98e Infanteriedivisie (Duitsland)
De Duitse 98e Infanteriedivisie (Duits: 98. Infanterie-Division) was een Duitse infanteriedivisie tijdens de Tweede Wereldoorlog. De divisie werd opgericht op 18 september 1939.
De divisie vocht tot juni 1941 aan het westfront, waarna de divisie werd overgeplaatst naar het oosten. Daar vocht de divisie tot mei 1944. De eenheid kreeg daarna nog de taak om het front in Joegoslavië te verdedigen. Uiteindelijk werd de divisie geplaatst naar Italië. Daar vocht de divisie tot aan de Duitse capitulatie op 8 mei 1945.

## Commandanten[1]
| Rang                   | Naam                     | Begin                              | Eind             | Opmerking                                                                              |
| ---------------------- | ------------------------ | ---------------------------------- | ---------------- | -------------------------------------------------------------------------------------- |
|                        |                          | 1 september 1939                   | 1 november 1939  |                                                                                        |
| Generalleutnant        | Erich Schröck            | 1/18 november 1939                 | 11 april 1940    | Schröck werd ziek, en werd vervangen door Stimmel.                                     |
| Generalleutnant        | Herbert Stimmel          | 11 april 1940                      | 10 juni 1940     | mit der Führung beauftragt (m. d. F. b.) (vrije vertaling: met het leiderschap belast) |
| Generalleutnant        | Erich Schröck            | 10 juni 1940                       | 31 december 1941 |                                                                                        |
| General der Infanterie | Martin Gareis            | 31 december 1941 - 1 februari 1942 | 1 februari 1944  |                                                                                        |
| Generalleutnant        | Alfred-Hermann Reinhardt | 1 februari 1944                    | 11 april 1945    |                                                                                        |
| Generalmajor           | Otto Schiel              | 11 april 1945                      | 2/8 mei 1945     | Het Italiaans front capituleerde op 2 mei 1945.                                        |